# Metrik (relativitetsteori)
 For alternative betydninger, se Metrik. (Se også artikler, som begynder med Metrik)
Metrik (relativitetsteori) er (d)et længdemål der beregnes på en topologisk mangfoldighed.
Den generelle relativitetsteori's metrik må forklare geometrier forskellig fra klassisk euklidisk geometri og benytter hertil en formelopstilling - en metrisk tensor - til at definere afstande og vinkler.
Enhver symmetrisk co-variant tensor (en) af dimension 2, fx {\displaystyle g_{ab}(x)} definerer en metrik. En mangfoldighed udstyret med en metrik kaldes for en Riemann-mangfoldighed. En metrik kan bruges til at definere afstand og længden af vektorer. Den infinitesimale afstand (interval som det kaldes i relativitetsteori) som vi kalder ds, mellem to nabopunkter {\displaystyle x^{a}} og  {\displaystyle x^{a}+dx^{a}} er defineret som: 
{\displaystyle ds^{2}=g_{ab}dx^{a}dx^{b}}
Bemærk at dette giver kvadratet på den infinitesimale afstand, (ds)², hvilket normalt skrives ds². Ovenstående udtryk kaldes også for linjeelementet, og {\displaystyle g_{ab}} kaldes også for den metriske form eller første fundamental form. Kvadratet på længden, eller normen, af en kontra-variant vektor X^a er defineret som
{\displaystyle X^{2}=g_{ab}X^{a}X^{b}}
En metrik siges at være enten positiv eller negativ hvis der for alle vektorer, X, gælder hhv. enten at X² > 0 eller X² < 0. Hvis der både findes vektorer med positiv norm og vektorer med negativ norm, kaldes metrikken for ubestemt.
Vinklen mellem to vektorer {\displaystyle X^{a}} og {\displaystyle Y^{a}}, med {\displaystyle X^{2}\neq 0} og {\displaystyle Y^{2}\neq 0} er givet ved:
{\displaystyle \cos(X,Y)={\frac {g_{ab}X^{a}Y^{b}}{(g_{cd}X^{c}X^{d})^{1/2}(g_{ef}Y^{e}Y^{f})^{1/2}}}}
Determinanten af metrikken skrives som {\displaystyle g=det(g_{ab})}. 
Specielt siges to vektorer at være ortogonale hvis {\displaystyle g_{ab}X^{a}Y^{b}=0}.
I relativitetsteoriens ubestemte metrik eksisterer også vektorer der er ortogonale på sig selv, altså nulvektorer.
Metrikken er ikke-singulær når {\displaystyle g\neq 0}. I så fald må det inverse par (de) til {\displaystyle g_{ab}}, {\displaystyle g^{ab}} gives som
{\displaystyle g_{ab}g^{ab}=\delta _{a}^{c}}
Det følger fra definitionen at {\displaystyle g^{ab}} er en kontra-variant vektor af dimension 2 og den kaldes for den kontra-variante metrik. Vi kan nu bruge {\displaystyle g_{ab}} og {\displaystyle g^{ab}} til at hæve og sænke indicies ved at definere,
{\displaystyle T_{\ldots a\ldots }^{\ldots {}\ldots }=g_{ab}T_{\ldots {}\ldots }^{\ldots b\ldots }}
og
{\displaystyle T_{\ldots {}\ldots }^{\ldots a\ldots }=g^{ab}T_{\ldots b\ldots }^{\ldots {}\ldots }}
Vi betragter fremover g, {\displaystyle g^{ab}} og {\displaystyle g_{ab}} som repræsentanter for det samme geometriske objekt, metriken g. Siden vi nu frit kan hæve og sænke indicies med metrikken, er det vigtigt at være forsigtig med hvilke vektorer der er co-variante og hvilke der er kontra-variante. For eksempel vil {\displaystyle X_{b}^{a}} generelt være forskellig fra {\displaystyle X_{a}^{b}}